# Hans Bluhm
Hans Werner Bluhm (* 2. Juli 1922 in Wittenberge; † 25. Februar 2009 in Hamburg) war ein deutscher Journalist.
Bluhm begann nach dem Militärdienst seine Berufslaufbahn 1947 beim Hamburger Echo unter Herbert Wehner. Beim Schwesterblatt Hamburger Morgenpost wurde er 1949 Redakteur; 1953 wechselte er in das Verlagshaus Axel Springer, wo er Ressortleiter der Bild-Zeitung wurde. Nach Gründung von Bild am Sonntag 1960 war er deren Chefredakteur bis 1964, von 1965 bis 1974 von Hörzu und von 1975 bis 1976 von Welt am Sonntag. 1966 erfand er die Goldene Kamera, den Fernsehpreis der Hörzu.
Seine letzte Ruhestätte fand Hans Bluhm auf dem Hamburger Friedhof Ohlsdorf. Dort ruht er in einer Gemeinschaftsgrabanlage nahe dem Garten der Frauen.